# Simeone (abate)
Simeone (... – Cava de' Tirreni, 16 novembre 1140) è venerato come beato dalla Chiesa cattolica ed è ricordato come 5º abate della Badia di Cava.

## Biografia
Simeone fu il primo degli abati cavensi non designato dal predecessore. Fu eletto dai monaci nel febbraio del 1124, subito dopo la morte di San Costabile così come riportato in un documento rogato a Lucera. In precedenza, dal 1109 al 1113, aveva ricoperto la carica di priore del monastero di Santa Sofia in Salerno, e poi, dal 1119 al 1120 del monastero di Sant'Arcangelo nel Cilento.
Carattere mite, durante le visite ai monasteri e feudi dipendenti dall'abbazia cavense, prima di prendere importanti decisioni, si consultava con i seniori che lo seguivano. Portò a termine la costruzione del castello di S. Angelo, iniziata dal suo predecessore San Costabile, per difendere le popolazioni cilentane soggette al potere feudale dell'abbazia. Suggerito dalla sua bontà, per alleviare la vita degli abitanti di Castellabate soggetti alla giurisdizione dell'abbazia, concesse a loro la proprietà delle case che avevano edificate e gli ridusse a metà le prestazioni d'opera. Comprò poi il porto 'Lu Traversu' dal conte di Acerno, per facilitare il commercio ed il traffico nella zona del Cilento.
Simeone governò in un'epoca difficile dilaniata delle lotte tra i Normanni, ed il Papato. Nonostante ciò si mantenne equidistante tra i due poteri e riuscì a farsi stimare sia dal Ruggero II di Sicilia, che dai papi Anacleto II e Innocenzo II che gli concessero esenzioni e privilegi.
Simeone, dopo aver governato per circa 16 anni morì il 16 novembre 1140; fu sepolto nella grotta 'Arsicia' di Sant'Alferio. Il suo corpo fu esumato una prima volta nel 1641 e poi, nel 1675, fu composto in un'urna e trasferito in un ambiente prossimo alla cappella dei SS. Padri. Nel 1881 i resti di Simeone furono posti nel reliquiario. Dopo il 18 maggio 1928, data in cui fu confermato del papa Pio XI il culto del beato Simeone, le reliquie vennero deposte in una bella urna d'argento ornata con fogliame di bronzo dorato e collocate definitivamente sotto l'altare di San Benedetto.